# Alexander Konstantinowitsch Paschkow
Alexander Konstantinowitsch Paschkow (russisch Александр Константинович Пашков; * 28. August 1944 in Moskau, Russische SFSR) ist ein ehemaliger russischer Eishockeytorwart.

## Karriere
Während seiner Karriere spielte der Torwart bei Dynamo Moskau, Lokomotive Moskau, Krylja Sowetow Moskau, Chimik Woskressensk und ZSKA Moskau. Insgesamt stand er bei 506 Spielen in der sowjetischen Liga im Tor. Schon früh wurde er in das Team der sowjetischen Eishockeynationalmannschaft berufen. Am 26. November 1965 stand er in einem Spiel gegen die Tschechoslowakei zum ersten Mal für die Sbornaja auf dem Eis. Seine internationale Karriere wurde mit der Goldmedaille bei den Olympischen Winterspielen 1972 gekrönt. Anhand von Videoaufnahmen zur Summit Series 1972 wurde 2002 die Geschichte geringfügig angepasst. während Wladislaw Tretjak alle 8 Spiele auf dem Eis gestanden hatte, hatte man lange geglaubt, dass bei allen Spielen in Moskau Alexander Sidelnikow als Ersatztorwart auf der Bank gesessen hatte. Die Aufnahmen zeigten jedoch in der sechsten Partie Paschkow, der die Nr. 26 trug. Dieses Trikot hatte bei drei anderen Spielen Jewgeni Paladjew getragen.
Für die Nationalmannschaft stand Paschkow in 11 Länderspielen im Tor. Bei den Eishockey-Weltmeisterschaften wurde er 1978 mit seiner Mannschaft Weltmeister. 1978 wurde er in die „Russische Hockey Hall of Fame“ aufgenommen. Am 1. Mai 1978 bestritt er sein letztes Länderspiel.